# Vicia setidens
Vicia setidens är en ärtväxtart som beskrevs av Joseph Friedrich Nicolaus Bornmüller. Vicia setidens ingår i släktet vickrar, och familjen ärtväxter. Inga underarter finns listade i Catalogue of Life.